# Fuerzas Armadas de Kazajistán
Las Fuerzas Armadas de la República de Kazajistán son las fuerzas armadas unificadas de Kazajistán. Se compone de las fuerzas terrestres, las fuerzas de defensa aérea y aérea, las fuerzas navales y la Guardia Nacional. Los objetivos de la política de defensa nacional se basan en la Constitución de Kazajistán. Garantizan la preservación de la independencia y soberanía del estado y la integridad de su área terrestre, aguas territoriales y espacio aéreo y su orden constitucional. Las fuerzas armadas de Kazajistán actúan bajo la autoridad del Ministerio de Defensa de Kazajistán.

## Historia
El 7 de mayo de 1992, el presidente de Kazajistán de esta época Nursultán Nazarbáyev tomó una serie de medidas con respecto a la defensa. Firmó un decreto sobre el "establecimiento de las Fuerzas Armadas de la República de Kazajistán", la transformación del Comité Estatal de Defensa de la República de Kazajistán en el Ministerio de Defensa, sobre la atribución de Sagadat Nurmagambetov al rango militar del Coronel General y la designación del coronel general Sagadat Nurmagambetov Mujtar Altynbayev, como ministro de Defensa de Kazajistán
El 30 de junio de 1992, el Distrito Militar del Turquestán de las Fuerzas Armadas soviéticas se disolvió, tras el colapso de la Unión Soviética. La agrupación más poderosa de las fuerzas del Distrito Militar del Turquestán luego se convirtió en el núcleo del nuevo ejército kazajo. Kazajistán adquirió todas las unidades del 40° Ejército (el antiguo 32° Ejército) y parte del 17° Cuerpo del Ejército, incluidas 6 divisiones de la fuerza terrestre, bases de almacenamiento, las brigadas de aterrizaje aéreo N° 14 y 35, 2 brigadas de cohetes, 2 regimientos de artillería y un gran cantidad de equipos que se habían retirado de sobre los Urales después de la firma del Tratado sobre Fuerzas Armadas Convencionales en Europa.
Kazajistán es un miembro fundador de la OTSC y la OCS. Kazajistán también tiene un Plan de Acción Individual de la Asociación con la OTAN y la cooperación estratégica con las Fuerzas Armadas de Turquía.